# Andrzej Ślęzak
Andrzej Ślęzak (ur. 8 grudnia 1952 w Boczkowicach) – polski fizyk, specjalizujący się w zagadnieniach biomedycyny, profesor nauk fizycznych.

## Życiorys

### Wykształcenie
Urodził się w rodzinie Antoniego i Władysławy (z domu Ślęzak). Rodzice prowadzili gospodarstwo rolne. W 1971 ukończył I Liceum Ogólnokształcące we Włoszczowie. Studiował w Instytucie Fizyki Wyższej Szkoły Pedagogicznej im. Jana Kochanowskiego w Kielcach, który ukończył w 1977, otrzymując tytuł zawodowy magistra fizyki. Stopień naukowy doktora nauk przyrodniczych w zakresie biologii medycznej i biofizyki uzyskał w 1987 na Wydziale Lekarskim Śląskiej Akademii Medycznej w Katowicach. Stopień doktora habilitowanego nauk fizycznych o specjalności fizyka molekularna uzyskał 25 listopada 1996 na Wydziale Matematyki, Fizyki i Chemii Uniwersytetu Śląskiego w Katowicach na podstawie rozprawy pod tytułem Efekty grawitacyjne w biernym transporcie membranowym. Tytuł naukowy profesora nauk fizycznych otrzymał 14 listopada 2006.

### Praca zawodowa
W latach 1977–2000 był pracownikiem naukowym kilku polskich uczelni, poczynając od Instytutu Fizyki Wyższej Szkoły Pedagogicznej (obecnie Uniwersytet Jana Kochanowskiego) w Kielcach, a następnie Katedry Biofizyki Wydziału Lekarskiego w Zabrzu Śląskiej Akademii Medycznej (obecnie Śląski Uniwersytet Medyczny) w Katowicach i Instytutu Fizyki Wyższej Szkoły Pedagogicznej (obecnie Uniwersytet Jana Długosza) w Częstochowie. W latach 2000–2019 pracował w Politechnice Częstochowskiej na stanowisku profesora zwyczajnego, gdzie pełnił funkcję Dyrektora Instytutu Nauk o Zdrowiu i Żywieniu. Był również członkiem Senatu Politechniki i Rady Wydziału Zarządzania. Od 7 listopada 2019 jego podstawowym miejscem pracy jest Uniwersytet Jana Długosza w Częstochowie, gdzie pełni funkcję Kierownika Katedry Nauk o Zdrowiu i Fizjoterapii.
Głównymi kierunkami jego naukowych zainteresowań były termodynamika nierównowagowa oraz transport błonowy. Posiadany aparat naukowy wykorzystuje do matematycznego modelowania procesów transportu membranowego z wykorzystaniem metod termodynamiki nierównowagowej i sieciowej. Ma na swoim koncie aplikacje optyki nieliniowej do projektowania nanomateriałów, biomateriałów i materiałów błonotwórczych. Ważnym aspektem jego działalności naukowej jest fizjoterapia, w tym wykorzystanie modeli matematycznych do opisu relacji pomiędzy składnikami diety a masą ciała. Do jego najważniejszych osiągnięć naukowych należy odkrycie membranowej niestabilności Raylegha-Taylora oraz opracowanie uogólnionych modeli transportu membranowego dla układów z polaryzacją stężeniową, w tym rozwinięcie modelu Kadem-Katchalsky’ego i modelu Kadem-Katchalsky’ego-Peusnera.
Był autorem lub współautorem ponad 220 artykułów naukowych z biofizyki, fizyki, inżynierii materiałowej, biochemii, zdrowia publicznego i medycyny opublikowanych w czasopismach o zasięgu międzynarodowym i wydawanych przez koncerny wydawnicze takie, jak Elsevier, Springer, Walter de Gruyter czy Willey. Autor szeregu monografii naukowych i rozdziałów w podręcznikach akademickich. Jego publikacje były cytowane ponad 2000 razy w światowym piśmiennictwie naukowym. Był promotorem sześciu doktorantów i recenzentem siedmiu rozpraw doktorskich.

## Nagrody i odznaczenia
Był laureatem szeregu nagród i wyróżnień. Odznaczony m.in. Złotym Krzyżem Zasługi (2011).

## Życie prywatne
Żona Jolanta, lekarz pediatra, pulmonolog dziecięcy, doktor nauk medycznych, adiunkt na wydziale Zarządzania Politechniki Częstochowskiej. Dwie córki, Kornelia – ekonomistka, absolwentka Akademii Ekonomicznej w Katowicach (2004), dr nauk ekonomicznych o specjalności informatyka ekonomiczna (2011). Jest zatrudniona na stanowisku profesora w Instytucie Nauk Politycznych Uniwersytetu Śląskiego w Katowicach, Izabella – biotechnolog, absolwentka wydziału Biologii, Biochemii i Biofizyki Uniwersytetu Jagiellońskiego w Krakowie (2008), ze stopniem doktora nauk medycznych uzyskanym w University of Groningen, Holandia (2013), adiunkt w Katedrze Inżynierii i Biologii Systemów na Wydziale Automatyki, Elektroniki i Informatyki Politechniki Śląskiej.